# Världsmästerskapet i schack 1910 (Lasker–Janowski)
Världsmästerskapet i schack 1910 (Lasker–Janowski) var en titelmatch mellan den regerande världsmästaren Emanuel Lasker och utmanaren David Janowski. Det var den andra av två VM-matcher 1910 och spelades i Berlin mellan den 8 november och 8 december. Matchen slutade med en förkrossande seger för Lasker som behöll världsmästartiteln. Lasker vann åtta partier, Janowski inget och tre partier slutade remi.
Det skrevs mycket lite om matchen i pressen. Intresset var inte så stort eftersom det redan spelats en VM-match tidigare samma år, och ingen förväntade sig att Janowski skulle ha någon chans. Lasker hade också upphovsrätt till partierna vilket gjorde att de inte kunde publiceras utan betalning.

## Bakgrund
Janowski var född i Polen men hade flyttat till Frankrike. Han var en taktisk spelare som sällan spelade remi. 
I slutet av 1800-talet och början av 1900-talet hade han flera bra turnerings- och matchresultat.
1909 spelade Janowski och Lasker, understödda av Janowskis mecenat Leo Nardus, två uppvisningsmatcher.
Efter att den första hade slutat oavgjort så utmanade Janowski Lasker på en match om VM-titeln. Den andra matchen gick inte lika bra för Janowski som förlorade stort.
Lasker hade redan accepterat att en spela en titelmatch mot Carl Schlechter men gick med på att möta Janowski om han besegrade Schlechter.

## Regler
Matchen spelades som först till åtta vunna partier.

## Resultat
| Namn           | Parti | Parti | Parti | Parti | Parti | Parti | Parti | Parti | Parti | Parti | Parti | Poäng |
| Namn           | 1     | 2     | 3     | 4     | 5     | 6     | 7     | 8     | 9     | 10    | 11    | Poäng |
| -------------- | ----- | ----- | ----- | ----- | ----- | ----- | ----- | ----- | ----- | ----- | ----- | ----- |
| Emanuel Lasker | 1     | ½     | ½     | 1     | 1     | ½     | 1     | 1     | 1     | 1     | 1     | 9½    |
| David Janowski | 0     | ½     | ½     | 0     | 0     | ½     | 0     | 0     | 0     | 0     | 0     | 1½    |